# SC Kiyovu Sport
Kiyovu Sports Association w skrócie SC Kiyovu Sport – rwandyjski klub piłkarski, grający w pierwszej lidze rwandyjskiej, mający siedzibę w mieście Kigali, stolicy kraju. Klub został założony w 1976 roku. W swojej historii trzykrotnie wywalczył mistrzostwo kraju i dwukrotnie zdobył Puchar Rwandy.

## Sukcesy
- I liga[1]:
  - mistrzostwo (3): 1983, 1992, 1993.

- Puchar Rwandy[2]:
  - zwycięstwo (2): 1975, 1985.
  - finał (4): 1995, 1996, 1998, 2019.

## Występy w afrykańskich pucharach
| Sezon | Rozgrywki                 | Runda   | Kraj     | Klub                   | Dom | Wyjazd | Dwumecz |
| ----- | ------------------------- | ------- | -------- | ---------------------- | --- | ------ | ------- |
| 1984  | Puchar Mistrzów           | wstępna | Malawi   | ADMARC Tigers          | –   | –      | –       |
| 1984  | Puchar Mistrzów           | 1       | Zair     | SM Sanga Balende       | 1–4 | 1–2    | 2–6     |
| 1986  | Puchar Zdobywców Pucharów | wstępna | Eswatini | Mbabane Highlanders FC | 2–1 | 2–4    | 4–5     |
| 1993  | Puchar Mistrzów           | wstępna | Malawi   | Bata Bullets           | –   | –      | –       |
| 1993  | Puchar Mistrzów           | 1       |          | Kaizer Chiefs FC       | 0–1 | 0–1    | 0–2     |
| 1994  | Puchar Mistrzów           | wstępna |          | Mebrat Hail            | 2–2 | 2–3    | 4–5     |
| 1996  | Puchar CAF                | 1       | Kongo    | Patronage Sainte-Anne  | 4–2 | 0–4    | 4–6     |
| 1997  | Puchar Zdobywców Pucharów | wstępna | Malawi   | Bata Bullets           | 2–1 | 0–1    | 2–2     |
| 2003  | Puchar CAF                | 1       | Sudan    | Al-Chartum             | 2–0 | 1–1    | 3–1     |
| 2003  | Puchar CAF                | 2       | Zimbabwe | Black Rhinos FC        | 1–0 | 0–2    | 1–2     |
| 2004  | Puchar Konfederacji       | wstępna | Gabon    | USM Libreville         | 0–1 | 1–2    | 1–3     |
| 2012  | Puchar Konfederacji       | wstępna | Tanzania | Simba SC               | 1–1 | 1–2    | 2–3     |

## Stadion
Domowe mecze klub rozgrywa na stadionie o nazwie Stade Amahoro w Kigali, który może pomieścić 30000 widzów.